# 大翅鯨漢弗瑞
一隻叫做漢弗瑞 (Humphrey) 的大翅鯨 ，從北方要往南洄游過程中誤入旧金山湾兩次。这种行为对于大翅鲸来说是不寻常的，因此漢弗瑞在1985年和1990年誤入海湾时引起了媒体的广泛关注，這事件也讓後續部份文學作品以此為題。 這兩次誤入海湾分別受到了海洋哺乳动物中心（页面存档备份，存于）的救援、美国海岸警卫队和数百名其他志愿者的协助。

## 描述
大翅鯨(也稱座头鲸)是一种属于鬚鯨亞目的海洋哺乳類 。 成鯨身體長度約12-16公尺 ，重约36公噸 。外型的特徵是有長達3-4米的胸鰭  座头鲸生活在世界各地的海洋中，大部分的地區有長途洄游的習性，冬天待在溫暖的水域交配產子育幼，夏天在極區食物大發生的時候覓食。水面動作多，在繁殖區常有躍身擊浪和胸鰭與尾鰭擊浪等，雄鯨會鳴唱复杂的鲸鱼歌曲（鲸歌）而闻名。  
大翅鯨的尾鰭有明顯的特徵，在腹面有黑白交間的不同花紋，可以拍照後用作認識個體，也因此漢弗瑞第二次入灣時能被正確的認出。在2007年又有一對大翅鯨母子對(Delta and Dawn)也誤闖上溯至離海170公里處，同樣被救援引導出海。

## 漢弗瑞的迷途旅行

### 1985年
在1985年10月，一隻長十二公尺多的大翅鯨游過了金門大橋進到舊金山灣，10月10日在奥克兰的外港首次发现 。停留了幾天，甚至開始慢慢游過了卡奇尼茲海峽，順著加州的沙加緬度河往上游上朔，抵達里奧維斯塔大橋(Rio Vista Bridge)。進到這個不容易繼續前進的死胡同淺水區域， 這時候牠已經離海洋111公里遠了。而長期追蹤報導牠的記者，將牠用大翅鯨英文(Humpback)的諧音，幫牠取了漢弗瑞(Humphrey)的名字。
許多專家无数次企图将他引導回大海卻失败了。 最初的尝试播放虎鲸的声音，企圖嚇離漢弗瑞。  接著也使用敲打的“声音牆”进行了另一次尝试，使用船隊多數人敲打鋼管，發出噪音想使鯨魚調頭  几个星期被困在萨克拉门托三角洲的半淡水中，讓牠的身體出現了變化。 皮膚開始變灰白 ，他的活動力逐漸下降。嚐試帶離牠的行動又沒有成效，岸上觀看的民眾們都關憂牠的健康。 
作為最後的嚐試，大翅鲸聲音的研究者路易士赫爾曼，播放鲸鱼社交和覓食声音的声音记录，可以引導牠出来。  声学家Bernie Krause博士提供了他之前為大翅鯨的录音，作为吸引他的可能。  然而，要将声音传入水中需要一个强大的水下喇叭和放大系统，只有海军可能拥有。 而加州周邊的海軍研究單位也慷慨借出儀器來佈放。 

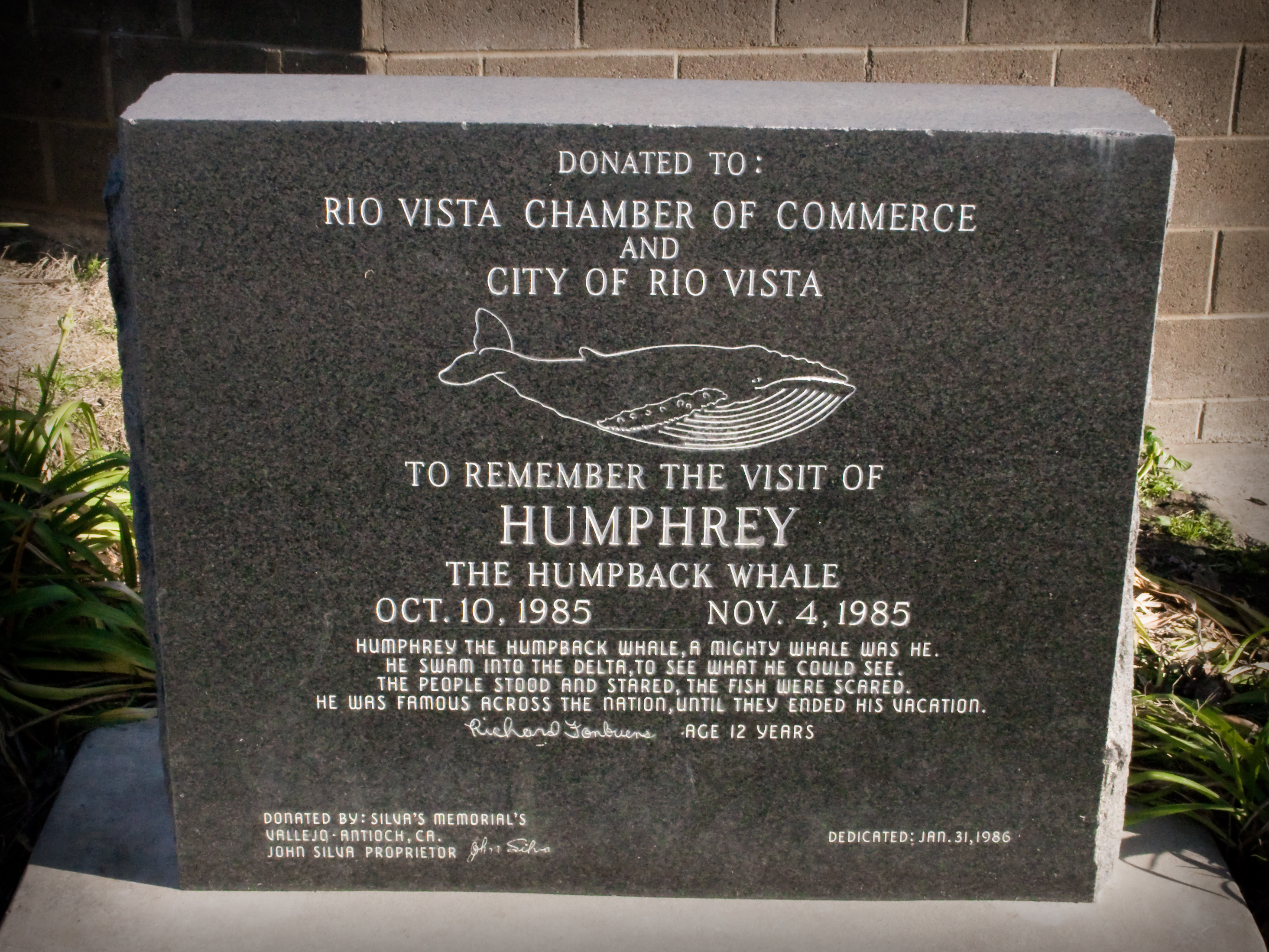
紀念碑- 在上游終點的事件紀念碑

第二天一早，播放设备被加载到私人游艇，由所有者的救援努力。 针对住在淺水區的漢弗瑞播放。果然漢弗瑞也跟著放著大翅鯨聲音的船隻持續往海的方向移動，就在所有救援團體的努力下，牠游動到了舊金山灣。接觸到鹹鹹的海水，大翅鯨漢弗瑞恢復了活力。在11月4日下午四點三十六分，救援團隊引導牠穿越金門大橋，回到了太平洋 。這二十六天的旅程引起了眾多人的關注，數千人在岸上圍觀牠的近況，甚至後來在事件平安落幕後設立了紀念碑，也持續有媒體記錄牠的事件。

### 1990年

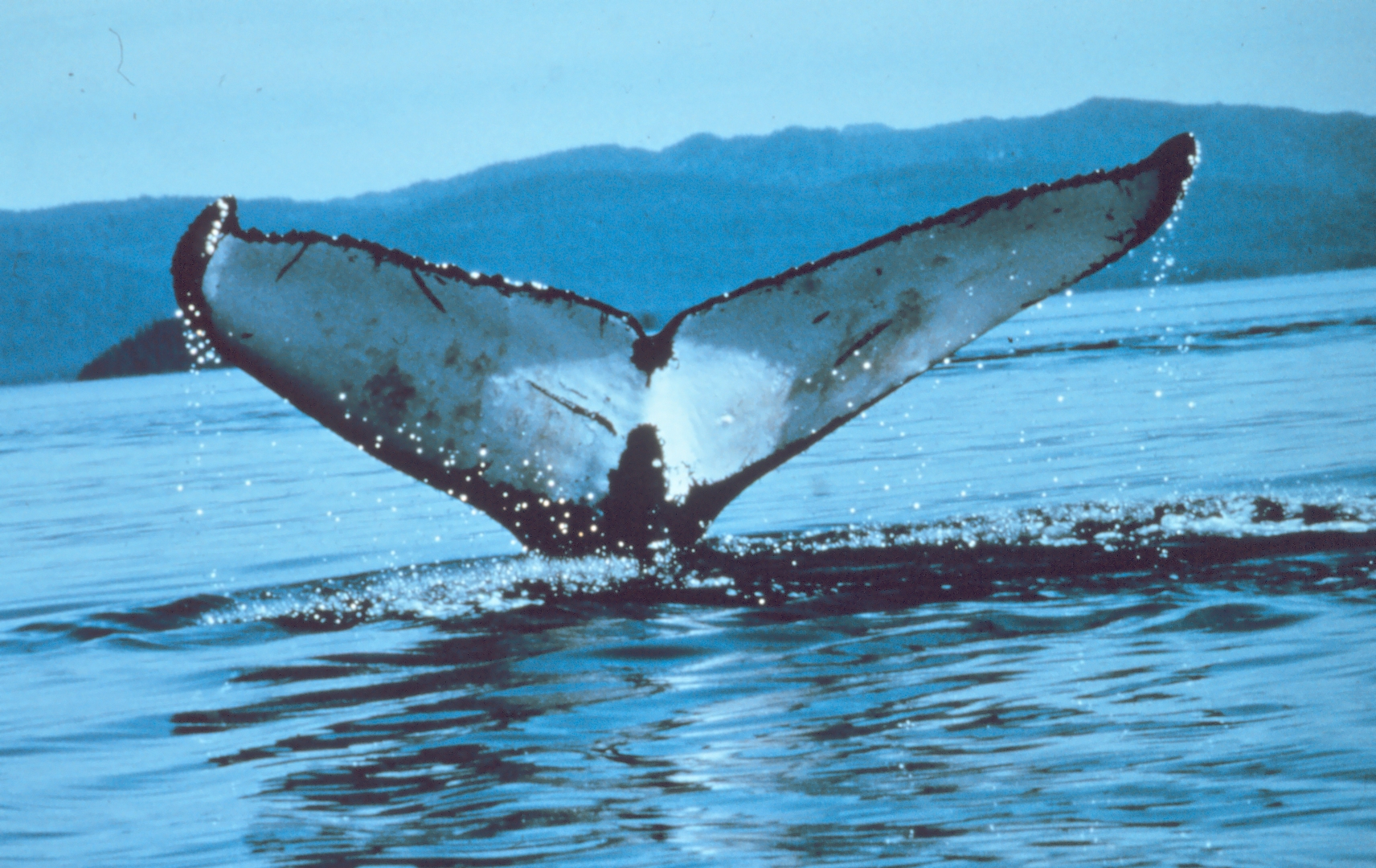
大翅鯨尾鰭腹面具有特殊可辨識的獨特花紋(非漢弗瑞本鯨)

第二次，漢弗瑞又回來了，1990年十月中，牠再度進到舊金山灣還擱淺在岸邊泥灘地上，海洋哺乳動物中心海岸巡防隊聯合使用網具等設備將牠拖離淺灘。 這次牠停留的時間較短，和上次一樣使用聲音的播放成功的再度帶領牠回到太平洋。事件二的短片紀錄。

## 其他的目擊狀況
Cascadia研究團隊在海灣外，有數次到漢弗瑞的紀錄 (1986-1988) 。 但在1990年第二次迷航後，僅在1991年在舊金山近海的法拉隆群島僅有目擊過一次。

## 公眾相關報導
1. 漢弗瑞1985年事件記錄影片 （页面存档备份，存于）
2. Humphrey, The Lost Whale.（页面存档备份，存于） 作者-Wendy Tokuda , Richard Hall, Hanako Wakiyama (插畫)將此事件出版成繪本。
3. 鯨魚之歌 (Eye of the Whale)-作者： 道格拉斯．卡爾頓．亞伯拉罕，譯者： 郭寶蓮，出版社：馬可孛羅。
4. MC Lars在他的專輯Radio Pet Fencing 撰寫了一首歌: Humphrey the Whale，其中主要的歌詞:  "Humphrey the Whale should get GPS". (漢弗瑞這隻鯨魚應該要裝個全球定位系統) 。